# Dominion Engineering Works
 (octobre 2019).
Pour les articles homonymes, voir Dominion (homonymie).
Les ateliers d'ingénierie Dominion ou Dominion Engineering Works (DEW) est une entreprise, créée en 1920, dont le siège social était situé à Lachine. 

## Histoire
L'usine de Lachine était spécialisé pour la fabrication et la réparation de turbines, alternateurs hydroélectrique, de machines à papier, produit minier et des pelles Dominion. Dans les années 1970, elle employait environ 2 700 employés.
En 1962, la compagnie General Electric Canada fait l'acquisition de la Dominion Engineering Works de Lachine qui devient GE Canada puis GE Hydro.
Les ateliers d'ingénierie dominion limitée (GE Hydro) étaient reconnus mondialement[réf. nécessaire] et possédaient la plus grosse usine en son genre en Amérique du Nord[réf. nécessaire]. 
GE Hydro fractionne ses activités en 1984 en vendant la fabrication des machines à papier à l'entreprise finlandaise Valmet. En août 2008, l'usine principale est achetée par Metso Minerals (multinationale finlandaise), le laboratoire et l'usine des barres sont vendus à Andritz Va Tech Hydro (Autriche). L'usine principale ferme le 13 février 2015 et l'usine des barres en 2014. Il ne reste plus que le laboratoire et les bureaux de Andritz.